# Monarchie bélizienne
La monarchie bélizienne est le régime politique en vigueur au Belize, dont le chef d'État est un monarque désigné selon le principe héréditaire. L'actuel monarque du Belize est le roi Charles III, qui est également roi de quatorze autres royaumes appelés royaumes du Commonwealth. Comme le monarque ne demeure pas au Belize, il délègue ses fonctions au gouverneur général du Belize (actuellement Dame Froyla Tzalam, depuis le 27 mai 2021).
Bien que la personne du monarque soit partagée avec 14 autres États souverains du Commonwealth, les monarchies de ces pays sont séparées et juridiquement distinctes. En conséquence, le souverain actuel est officiellement titré roi du Belize et, à ce titre, lui et les autres membres de la famille royale assument diverses fonctions publiques et privées dans le pays, et au nom du Belize à l'étranger. Le roi Charles III est cependant le seul membre de la famille royale à jouir d'un rôle constitutionnel. Si certaines fonctions appartiennent au seul monarque, la plupart de ses pouvoirs sont exercés par le gouverneur général.

## Histoire
Les origines historiques de la monarchie bélizienne résident dans le colonialisme britannique, lorsque le Royaume-Uni a étendu son empire et a établi, au XVIIIe siècle, des colonies dans différentes parties du monde,,. Progressivement, ces colonies reçoivent la souveraineté sur leur administration et, par le Statut de Westminster de 1931, tous ces États obtiennent une position complètement égale au sein du Commonwealth. Plusieurs anciennes colonies considèrent encore le monarque britannique comme leur souverain et sont aujourd'hui des royaumes du Commonwealth. En plus d'être le chef d'État nominatif de ces pays, le monarque est d'ailleurs le chef du Commonwealth. Bien que partageant le même souverain, les royaumes du Commonwealth sont des États indépendants les uns des autres, chacun possédant sa propre Couronne.

## Rôle constitutionnel
Le roi du Belize est théoriquement investi des pouvoirs d'un monarque constitutionnel, mais dans les faits, la quasi-totalité de ces pouvoirs est exercée par le gouverneur général du Belize, qui représente le roi et qui agit uniquement sur avis du Parlement et du gouvernement. Par conséquent, comme d'autres pays du Commonwealth, le pays est une monarchie parlementaire. Quelques fonctions doivent néanmoins être remplies spécifiquement par le monarque (par exemple donner la sanction royale à la nomination du gouverneur général) ou réclament à la fois l'accord du monarque et celui du gouverneur général. Pour toutes les questions relatives au Belize, le souverain est conseillé uniquement par les ministres de la Couronne béliziens. En outre, le roi n'intervient jamais directement dans les affaires politiques.

## Titre du roi
Charles III possède officiellement un titre différent dans chacun de ses royaumes. Le titre du roi au Belize est le suivant :
« Charles the Third, by the Grace of God, King of Belize and of His other Realms and Territories, Head of the Commonwealth. »
« Charles Trois, par la grâce de Dieu, roi du Belize et de ses autres royaumes et territoires, chef du Commonwealth. »

## Succession au trône
La succession au trône se fait par primogéniture absolue, conformément aux dispositions de l'Acte de succession à la Couronne de 2013 ainsi que de l'Acte d'Établissement de 1701 et de la Déclaration des droits de 1689. Ces textes, bien que votés à l'origine par le Parlement du Royaume-Uni, font partie du droit constitutionnel du Belize. Ainsi, l'héritier du trône britannique héritera également de la Couronne bélizienne. L'héritier actuel est le prince William, qui devrait devenir roi du Belize à la mort de son père.

## Liste des monarques béliziens
| No | Portrait     | Nom                                             | Début de règne    | Fin de règne     |
| -- | ------------ | ----------------------------------------------- | ----------------- | ---------------- |
| 1  | Élisabeth II | Élisabeth II (21 avril 1926 – 8 septembre 2022) | 21 septembre 1981 | 8 septembre 2022 |
| 2  | Charles III  | Charles III (né le 14 novembre 1948)            | 8 septembre 2022  | En cours         |

## Visites royales
Les membres de la famille royale effectuent régulièrement des visites officielles au Belize. La princesse Margaret visite le pays en 1958, suivie du duc d'Édimbourg en 1962. En 1981, le prince Michael de Kent représente la reine lors des célébrations de l'indépendance du pays.
Élisabeth II se rend au Belize pour la première fois en 1985. Elle est accueillie par le maire de Belize City et se voit remettre les clés de la ville. Elle passe une nuit à Government House (en) avant de s'envoler le lendemain pour Dangriga, où elle assiste à une danse Junkanoo exécutée par des enfants et reçoit une peinture des habitants du district de Stann Creek. Elle rencontre également des militaires britanniques stationnés au Belize. Durant sa visite, la reine se voit servir le traditionnel paca lors d'un dîner officiel. Le lendemain, la presse britannique titre : « La reine mange un rat au Belize ». Depuis lors, le paca est souvent appelé « The Royal Rat » ou « The Queen's Rat » au Belize.
Le duc d'Édimbourg y retourne en 1988 pour une visite en sa qualité de président du Fonds mondial pour la nature. Élisabeth II s'y rend à nouveau en 1994. À son arrivée à Belize City, elle est accueillie par 90 % de la population de la ville, selon les estimations. La souveraine visite également San Ignacio et Punta Gorda. Elle s'adresse pour la première fois à l'Assemblée nationale lors d'une séance spéciale. Elle visite enfin Cahal Pech, l'un des nombreux sites archéologiques mayas du Belize.
La princesse Anne visite le Belize en 2001, tout comme le prince Harry en 2012 à l'occasion du jubilé de diamant d'Élisabeth II. Le prince William et son épouse Catherine visitent le pays en mars 2022 à l'occasion du jublié de platine d'Élisabeth II, lors d'une tournée des Caraïbes marquée par des manifestations hostiles à la monarchie.

## Avenir de la monarchie
En mars 2022, le gouvernement du Belize met en place une commission constitutionnelle populaire chargée de réviser les lois béliziennes, y compris la Constitution, et de revoir la manière dont le pays est gouverné. Le Premier ministre du Belize, Johnny Briceño, déclare qu'il organisera un référendum sur les recommandations générales de la commission, attendues pour 2024 et qui pourraient inclure l'instauration d'une république. En juillet 2021, le gouvernement de Johnny Briceño avait fait voter une loi établissant un mandat fixe de sept ans pour le gouverneur général du Belize, ce qui avait été perçu comme une avancée vers le républicanisme.
Le 4 mai 2023, Johnny Briceño critique le refus de Rishi Sunak de présenter des excuses pour le rôle du Royaume-Uni dans la traite transatlantique des esclaves et déclare qu'il est « très probable » que le Belize soit le prochain royaume du Commonwealth à devenir une république. Toutefois, le Premier ministre se heurte aux réticences de la population, The San Pedro Sun (en) indiquant que la plupart des Béliziens sont défavorables à cette idée et estiment que le pays n'est pas prêt à devenir une république.